# Vectorman 2
Vectorman 2 est un jeu vidéo de plates-formes sorti en 1996 sur Mega Drive. Le jeu a été développé par BlueSky Software et édité par Sega.
Il fait suite à Vectorman, sorti sur Mega Drive en 1995.